# 张若名
张若名（1902年2月23日—1958年6月18日），字砚庄，直隶清苑人，中国近代妇女运动先驱，“五四运动”时期天津觉悟社创始人之一，马克思主义在中国的早期传播者。1924年脱离中国共产党，留在法国读书，成为第一位中国留法女博士。其后在中法大学、云南大学任教，致力于法语教学、法国文学理论研究和中法文化交流。

## 生平
1902年2月23日，张若名出生于河北省清苑县温仁村的一户富裕大家庭，祖父是当地首富，父亲张绍文也曾为官。书香门第的出身培养了张若名聪颖好学的天性，但童年时代因父亲娶了二房妻子致使母亲遭受歧视和虐待也刺痛了她幼小的心灵，对其性格形成有着重要影响。

### 天津求学时期
1916年，张若名考入直隶第一女子师范学校，与邓颖超同为第十级学员。二人从一年级起就是同班同学。1919年五四运动爆发，张若名积极投入到学生运动中；5月25日她与郭隆真、刘清扬、邓颖超等一齐组建了天津女界爱国同志会并任评议部部长。6月18日天津各界联合会成立，张若名任庶务科干事。6月下旬、8月下旬和10月上旬，张若名三次作为天津进京请愿代表，到北京向北洋政府请愿、斗争。9月16日与周恩来等发起建立革命青年学生团体——觉悟社，为体现男女平等原则，建社之初的20名成员男女各半，而女生的名单就是由张若名提出的。同年12月10日，张若名当选为天津中等以上学校学生会联合会评议委员会委员长。
1920年1月20日，《觉悟》杂志正式出版，张若名以“衫陆”的署名发表了《“急先锋”的女子》一文，向广大妇女发出号召：妇女解放应该从自身做起，“不要等着旁人解放”。文章文辞犀利，观点鲜明，具有很强的号召力。25日，天津各界联合会与学生联合会被政府查封。29日，周恩来、于方舟、张若名、郭隆真带领数千名爱国学生到省署门前请愿；四人当场被捕，随后被监禁长达半年，直到7月17日全体人员获释。
张若名出狱后回到老家，居住在二伯父家中，找了个教书的工作。父母为阻止她参加各种运动，强行为她找“婆家”成亲。张若名背着父母在保定育德中学留法班报了名，并与家庭断绝了关系。

### 法国留学时期
1920年11月初与周恩来、郭隆真等一同赴法国勤工俭学。先在法国南部城市蒙彼利埃学习法文，1921年夏迁到法国中部的布卢瓦，其间与周恩来为恋人，经常在一起探讨振兴中华的问题。同时，作为北京《晨报》驻法国的特约通讯员，1921年她向国内发回了十多篇通讯稿件，从文章中可以看出她的思想正向马克思主义靠拢。
1922年上半年，与郭隆真一起加入以赵世炎、周恩来、李富春等在巴黎组建的“中国少年共产党”（旅法共产主义小组前身），之后转为正式党员。张若名入党后迁至巴黎，在一个云母片厂做工并积极参加党内活动，因为法文优秀，可以阅读法文版得马列主义书籍，便经常担任党内“共产主义研究会”的主讲人，以“一峰”的化名撰写了马克思主义的重要文献《剩余价值》、《阶级斗争》和《帝国主义浅说》等，成为中国女性最早宣传马克思主义较为系统的文章，这些文章后来由周恩来带回国内编入了介绍马列主义的通俗读本《马克思主义浅说》。在《阶级斗争》一文中，张若名首先使用了“游民无产者”一词替代之前中国翻译马克思作品中的“流氓无产者”，不仅使所包含的范围扩大，还减少了贬义的成分。
1923年，张若名同郭隆真从巴黎迁至里昂，她们常到里昂近郊的“三丰”工厂区去，为消除华工与勤工俭学生间的误会和分歧努力，并帮助组建共青团三丰华工小组。其间她还以马克思主义为指导继续研究妇女解放问题，其代表性成果《现代的女子以怎么样的解放为满意？》刊于1924年3月18日由刘清扬、邓颖超主办的《妇女日报》。张若名阐述的妇女解放观，如“女子解放从女子（自身）做起”、打破私有制是实现妇女解放的“治病良方”、妇女要“接近民众”共反压迫、妇女要“争人格”“做社会让人”等是中国共产党妇女解放思想的重要组成部分。
1924年1月底，张若名作为中共代表，参加了法国共产党里昂支部召开的列宁追悼大会，并在会上发言，因此暴露了身份，受到法国秘密警察的跟踪盘查，险些被驱逐出境。同年7月，周恩来奉中央之命回国，郭隆真也于冬天赴苏联学习，张若名也做出了人生中一次重大命运选择，她申请退出中国共产党并得到组织批准，但仍表示誓死为党保守秘密。

### 弃政从文

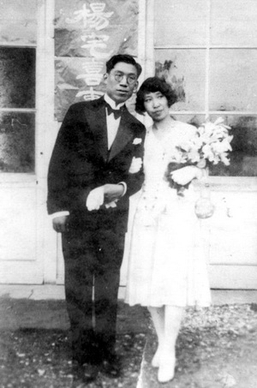
杨堃与张若名在法国结婚照

虽然张若名离开了共产党，但周恩来仍然把她视为可信赖的朋友。1928年夏天，周恩来到里昂北郊村镇与张若名秘密会面，首先告知了他已于1925年与邓颖超结婚，还讲诉了当初并肩作战的战友们如今也各奔东西，有人继续为革命舍生忘死，有人离开，也有人堕落。分手时周恩来表示他已经做好了为革命牺牲的准备，“将来什么时候能再会，很难预料”，张若名则向周恩来保证永远不泄露共产党的秘密并祝共产党早日成功。
退出共产党后，张若名脱离了一切政治活动，并在法国参议员于格儒遗孀碧细女士的资助下于1924年10月进入里昂中法大学专心读书，她搬到一所天主教女子中学的学生公寓，一住就是三年，几乎与外界断绝了联系。经过艰苦努力，她于1925年5月取得了第一张“心理学”合格证书，1926年3月取得了“普通哲学与逻辑学”合格证书，1927年6月取得“伦理学与社会学”合格证书，1928年2月取得“教育学”合格证书，随后取得里昂大学文科硕士学位。1930年12月，她顺利通过博士论文答辩，取得了法国文学博士学位，成为中国留法女博士第一人，其博士论文《纪德的态度》以最优异的成绩荣获里昂中法大学年奖，并获奖学金。
在此期间，她与同在法国攻读博士的杨堃结识（杨堃也曾加入了共产主义青年团，并在第一次国共合作时期加入了中国国民党，后于1927年退出国民党和共青团，彻底脱离政治），二人于1930年5月31日结婚。

### 归国任教
1931年1月4日，张若名和杨堃这对博士夫妻回到阔别十年之久的祖国，来到北平。张若名被聘为中法大学文学院教授，讲授法文、法国文学，从事中法文化交流工作。1937年，全面抗战爆发后，北平失陷，中法大学被迫停办。日本投降后，中法大学复校，蒋介石在故宫太和殿前接见北平师生，又在中南海举行茶会，慰问文化教育界知名人士。张若名作为爱国教授，也被邀到会。但她始终不再涉入政治，拒绝了加入国民党的邀请。其子杨在道回忆这段时期讲到“她从不谈自己的过去，不谈政治，我只知道她是教授，有学问，有外国朋友，天天给学生们上课”。
1948年4月，张若名与杨堃应云南大学校长熊庆来的邀请，到云南大学任教。不久，中华人民共和国成立，昆明解放，相比其他留过洋的知识分子，张若名较快适应了新社会的秩序，毕竟她青年时代信仰过马克思主义，她还加入了中国民主同盟。1953年，张若名创办了“文艺批评教研室”，在云南大学开辟了马克思主义的文艺理论研究领域，是中国最早讲授马克思主义文艺理论的教授。1955年4月8日，时任国务院总理的周恩来赴印尼雅加达参加万隆会议，途中来到昆明，与张若名、杨堃夫妇会面，并邀请他们去北京工作，但被张若名婉拒。

### 迫害而死
1957年，反右运动殃及张若名，这一场政治风云让她陷入了无法自拔的矛盾中，她积极参加教师思想改造劳动，却仍被划为右派，儿子杨在道也被打成右派分子，丈夫亦被批判。1958年反右运动升级，她因为早年“退党”和参加蒋介石茶会等罪名受到迫害，自己教过的学生也把她当成资产阶级法权的靶子，自尊心非常强的张若名难以忍受“诸多罪名”的羞辱，于6月18日中午投水自尽于云南大学旁的一条河中。

## 身后
1963年，在周恩来、邓颖超的压力下，云南大学党委向张若名家属赔礼道歉，但只承认不适当的给了太多压力，批判的词语不合适。直到1980年10月27日，在邓颖超的直接过问下，云南大学正式为张若名平反，称其“一生为革命，为人民做了许多有益的工作，未发现任何出卖党组织的行为”。中国民主同盟亦恢复其盟籍。
1998年6月18日，张若名去世40周年忌日，已96岁的杨堃怀念亡妻，赋诗《怀念若名》：“若名逝世四十年，国家形势大好转；冤魂九泉若有知，当慰我儿有书传。”

## 延伸阅读
- 《张若名研究资料》中国妇女出版社 1996年6月
- 《张若名妇女解放思想述评》（《河北大学成人教育学院学报》2005年第04期 作者：王铁）
- 《五四时期的女界先锋——张若名》（《民国春秋》 1998年06期 作者：黄霞）
- 《张若名：一首凄婉的歌》（《协商论坛》 1999年Z1期 作者：陈晓明）